# 佩卡·米吕莱
佩卡·米吕莱（芬蘭語：Pekka Myllylä，1932年7月7日—），芬兰男子冰球运动员，场上位置是守门员。他曾代表芬兰国家队参加1952年冬季奥林匹克运动会冰球比赛，获得第7名。